# اعتلال القنوات
اعتلال القنوات (بالإنجليزية: Channelopathy)‏ هي مجموعة أمراض سببها اضطراب وظيفة الأجزاء المكونة للقنوات الأيونية أو البروتينات المنظمة لها.
هذه الأمراض قد يكون سببها خلقيا (نتيجة طفرة جينية) أو سببا مكتسبا (بسبب المناعة الذاتية التي تستهدف القناة الأيونية).

## الأنواع
- اعتلال مضخة الصوديوم والبوتاسيوم:
  - شلل الطفولة المتناوب
- اعتلالات قنوات البوتاسيوم
  - التصلب اللويحي
  - الرنح النوبي
  - نوبات الصرع[4][5]
  - التقلص العضلي الموجي
  - متلازمة كيو تي القصيرة
  - اعتلال قناة أيون البوتاسيوم الداخلي المعدل:
    - فرط الإنسولينية الخلقي
- اعتلال قناة الكلوريد
  - التليف الكيسي
  - تأتر العضل الخلقي
- اعتلالات قنوات الصوديوم
  - صرع متعمم مع نوبات حموية موجبة
  - احمرار الأطراف المؤلم
  - فيبروميالغيا
  - شلل فرط بوتاسيوم الدم الدوري
  - شلل نقص بوتاسيوم الدم الدوري (قد يكون سببه اعتلال قنوات الكالسيوم أو ما يسمى باعتلال الكالسيوم)
  - داء التشنج العضلي التوتري الخلقي
  - الشلل الدوري
  - الوهن العضلي الوبيل
- اعتلال قنوات الكالسيوم:
  - متلازمة تيموثي
  - فرط الحرارة الخبيث
- اعتلال قنوات كاتيونية غير محددة:
  - الداء الشحمي المخاطي نوع 4
- اعتلال قنوات الماء أكوابورين-4
  - الالتهاب المياليني للعصب البصري
- أسباب متنوعة:
  - متلازمة بارتر
  - متلازمة بروجادا
  - الصداع النصفي الفالجي العائلي
  - متلازمة كيو تي الطويلة (وهي نوع رئيسي من متلازمة رومانو وارد)
  - صمم غير متلازمي
  - بعض أنواع التهاب الشبكية الصباغي